# VIIe gouvernement de la République (Espagne)
Seconde Républiqe espagnol
Barrio I Lerroux III
Le VIIe gouvernement de la République est le gouvernement de la République espagnole en fonction le 16 décembre 1933 au 3 mars 1934.

## Composition
| Portefeuille                                         | Titulaires | Titulaires                        | Parti |
| ---------------------------------------------------- | ---------- | --------------------------------- | ----- |
| Président du Conseil                                 |            | Alejandro Lerroux                 | PRR   |
| Ministre d'État                                      |            | Leandro Pita                      | sans  |
| Ministre de la Justice                               |            | Ramón Álvarez-Valdés              | PRLD  |
| Ministre de la Guerre                                |            | Diego Martínez Barrio             | PRR   |
| Ministre de la Guerre                                |            | Diego Hidalgo y Durán             | PRR   |
| Ministre de la Marine                                |            | Juan José Rocha García            | PRR   |
| Ministre de l'Économie et des Finances               |            | Antonio Lara Zárate               | PRR   |
| Ministre du Gouvernement                             |            | Manuel Rico Avello                | sans  |
| Ministre du Gouvernement                             |            | Diego Martínez Barrio             | PRR   |
| Ministre de l'Instruction publique et des Beaux-arts |            | José Pareja Yébenes (es)          | PRR   |
| Ministre des Travaux publics                         |            | Rafael Guerra del Río (es)        | PRR   |
| Ministre du Travail et de la Santé                   |            | José Estadella Arnó (es)          | PRR   |
| Ministre de l'Agriculture                            |            | Cirilo del Río Rodríguez (es)     | DLR   |
| Ministre de l'Industrie et du Commerce               |            | Ricardo Samper                    | PRR   |
| Ministre des Communications                          |            | José María Cid Ruiz-Zorrilla (es) | PAE   |